# Élections législatives roumaines de 1946
Les élections législatives roumaines de 1946 se tiennent le 19 novembre 1946, pour élire les 465 membres de la Chambre des députés.
Selon les informations officielles, le Parti communiste roumain remporte les elections avec 69,8 % des votes. La victoire est obtenue grâce à la fraude électorale. Les élections sont nommées « plus grande fraude politique de toute l'histoire parlementaire de la Roumanie »[Par qui ?][réf. incomplète]

## Forces en présence
Le Bloc des partis démocratiques rassemble le Parti social-démocrate roumain, le Parti national-libéral-Tătărescu, le Parti ouvrier roumain, le Front des laboureurs, le Parti national populaire et le Parti national des paysans-Alexandrescu.

## Problèmes politiques et économiques
Les élections de 1946 ont été les premières à impliquer un grand nombre de femmes. Les communistes ont essayé de faire voter les femmes rurales, surtout celles qui étaient alphabétisées. Ils voulaient la plus grande participation possible au vote, même s'ils savaient que la victoire n'en dépendait pas. Ana Pauker, la membre la plus éminente du parti, a joué un rôle majeur à cet égard.

## Résultats
Les résultats officiels des élections sont truquées,,,.
| Inscrits                            | Inscrits                 | Inscrits                 | 7 792 542 |             |                       |                       |
| Abstentions                         | Abstentions              | Abstentions              | 857 959   | 11,01 %     |                       |                       |
| Votants                             | Votants                  | Votants                  | 6 934 583 | 88,99 %     |                       |                       |
|                                     |                          |                          |           |             |                       |                       |
| Bulletins enregistrés               | Bulletins enregistrés    | Bulletins enregistrés    | 6 934 583 |             |                       |                       |
| Bulletins blancs ou nuls            | Bulletins blancs ou nuls | Bulletins blancs ou nuls | 92 656    | 1,34 %      |                       |                       |
| Suffrages exprimés                  | Suffrages exprimés       | Suffrages exprimés       | 6 841 927 | 98,66 %     | 414 sièges à pourvoir | 414 sièges à pourvoir |
|                                     |                          |                          |           |             |                       |                       |
| Liste                               | Tête de liste            |                          | Suffrages | Pourcentage | Sièges acquis         | Var.                  |
| Bloc des partis démocratiques       | Néant                    |                          | 4 773 689 | 69,77 %     | 347 / 414             |                       |
| Parti national paysan               | Néant                    |                          | 881 304   | 12,88 %     | 33 / 414              |                       |
| Union populaire hongroise           | Néant                    |                          | 568 862   | 8,31 %      | 29 / 414              |                       |
| Parti national libéral              | Néant                    |                          | 259 068   | 3,79 %      | 3 / 414               |                       |
| Parti démocratique des paysans-Lupu | Néant                    |                          | 161 314   | 2,36 %      | 2 / 414               |                       |
| Parti social-démocrate-Petrescu     | Néant                    |                          | 65 528    | 0,96 %      | 0 / 414               |                       |
| Autres                              | Néant                    |                          | 132 162   | 1,93 %      | 0 / 414               |                       |